# Зловеща семейна история: Фрийк шоу
Freak Show („Фрийк шоу“) е четвъртият сезон на американския сериал Зловеща семейна история. Излъчването му стартира на 8 октомври 2014 г. и завършва на 21 януари 2015 г. с 13 епизода.

## Сюжет
Историята започва в мирната околност на Джупитер, щата Флорида. Годината е 1952 и трупа от необикновени изпълнители пристига в града, за да изнася представления тип „шоу за изроди“. Събитието съвпада с поредица от странни тъмни случки, които заплашват спокойния живот на населението и изродите. Това е един разказ за отчаяния опит на изпълнителите да оцелеят сред западащия свят на американските карнавали.

## Герои

### Главни
- Елза Марс – собственик на трупата, бивша немска проститутка, чиито крака са насилствено ампутирани от д-р Ханс Грубер, герой от втория сезон на сериала
- Бет и Дот Татлър – сиамски близначки с едно тяло, две глави и различни характери
- Етел Дарлинг – „брадатата дама“, майка на Джими, бивша съпруга на Дел
- Джими Дарлинг – „момчето-рак“ – страдащ от синдактилия, син на Етел и Дел, защитник на всички изроди
- Дел Толедо – „най-силният мъж“, баща на Джими, бивш съпруг на Етел
- Дезире Дупри – жена с три гърди, която смята, както се оказва, погрешно, че е хермафродит и има желание да бъде нормална, съпруга на Дел
- Данди Мот – младеж от заможно семейство със странни мании, основен антагонист
- Глория Мот – богата, отдадена майка, склонна да толерира странностите на сина си
- Стенли – професионален измамник
- Маги Есмералда – фалшива врачка, първоначално партньорка в измамите на Стенли, но го предава, когато се влюбва в Джими

### Второстепенни
- Туисти – изначално добронамерен клоун, с умствена недостатъчност, който се чувства неразбран, заради което извършва редица престъпления
- Пол – „илюстрираният тюлен“, силно татуиран, страдащ от фокомелия
- Пени – красиво момиче, отвлечено и изнудвано от Елза Марс да остане в трупата в първия епизод, което впоследствие се влюбва в Пол, но баща ѝ е против връзката им и я обезобразява
- Ева – представя се като „Амазонката Ева“, изключително висока и силна жена
- Ма Петит – най-малката жена в света, любимка на Елза Марс
- Честър Креб – фокусник, вентролог, убиец с психични отклонения
- Марджъри – марионетката на Честър Креб, която само той вижда като жив човек
- Пепър – жена с микроцефалия, участва и във втори сезон на сериала, където е пациент в санаториума Брайърклиф
- Солти – съпруг на Пепър, също с микроцефалия
- Рита Гейхарт – по-голямата сестра на Пепър, която я изпраща в Брайърклиф

## Епизоди
| №  | Име                       | Премиера в САЩ      | Премиера в България |
| -- | ------------------------- | ------------------- | ------------------- |
| 1  | Чудовищата сред нас       | 8 октомври 2014 г.  | 10 февруари 2015 г. |
| 2  | Кланета – матинета        | 15 октомври 2014 г. | 11 февруари 2015 г. |
| 3  | Едуард Мордрейк: Част 1   | 22 октомври 2014 г. | 12 февруари 2015 г. |
| 4  | Едуард Мордрейк: Част 2   | 29 октомври 2014 г. | 17 февруари 2015 г. |
| 5  | Розови кексчета           | 5 ноември 2014 г.   | 18 февруари 2015 г. |
| 6  | Мишена                    | 12 ноември 2014 г.  | 19 февруари 2015 г. |
| 7  | Тест на издръжливост      | 19 ноември 2014 г.  | 24 февруари 2015 г. |
| 8  | Кървава баня              | 3 декември 2014 г.  | 25 февруари 2015 г. |
| 9  | Клане на домакинско парти | 10 декември 2014 г. | 26 февруари 2015 г. |
| 10 | Сираци                    | 17 декември 2014 г. | 3 март 2015 г.      |
| 11 | Магическа мисъл           | 7 януари 2015 г.    | 4 март 2015 г.      |
| 12 | Спрете шоуто!             | 14 януари 2015 г.   | 5 март 2015 г.      |
| 13 | Бис                       | 21 януари 2015 г.   | 10 март 2015 г.     |

## В България
В България сезонът е излъчен между 8 октомври 2014 г. и 10 март 2015 г. Ролите се озвучават от артистите Таня Димитрова, Ирина Маринова, Десислава Знаменова, Светозар Кокаланов и Росен Плосков. От четвърти до седми епизод Десислава Знаменова е заместена от Татяна Захова.